# Gary H. Posner
Gary H. Posner (New York, 2 giugno 1943 – 26 febbraio 2018) è stato un chimico statunitense.
Ha insegnato Chimica presso l'Università Johns Hopkins di Baltimora, nel Maryland ed era noto per le sue ricerche pionieristiche nel campo della chimica dei reattivi di organo-rame, culminate con la scoperta e la descrizione di quella che è divenuta nota in seguito come sintesi di Corey-House-Posner-Whitesides.

## Carriera
Posner nacque nella città di New York, negli Stati Uniti, e completò i suoi studi triennali universitari presso la Brandeis University. Conseguì il dottorato alla Harvard University nel 1968, dove era il mentore di E. J. Corey. Ricevette una borsa di studio post-dottorato presso l'Università di Berkeley, in California. Successivamente ricoprì il ruolo di insegnante presso la Johns Hopkins University a partire dal 1969.

## Ricerca
Posner era noto in particolare per i suoi studi sui reattivi di organo-rame, grazie ai quali sviluppò diversi metodi di sintesi. È stato anche autore del libro di testo Un'introduzione alla sintesi usando reagenti di organo-rame (in inglese commerciato col titolo An Introduction to Synthesis Using Organocopper Reagents). Posner contribuì inoltre a numerosi altri studi su reazioni organiche, in particolare alla sintesi asimmetriche e alle reazioni organiche multi-componente. Le ultime ricerche di Posner si concentrarono sull'applicazione della sintesi organica alla realizzazione di nuovi medicinali, tra i quali alcuni a base di isotiocianato con proprietà anti-cancro, nuovi trattamenti per la psoriasi a base di vitamina D ed infine nuovi farmaci anti-malaria a base di perossidi.

## Riconoscimenti
Nel 1984 Posner ricevette il premio di miglior insegnante dell'anno presso la Johns Hopkins. Nel 1987 Posner fu nominato Chimico dell'anno del Maryland e nel 2004 ricevette un premio da parte della American Chemical Society.